# Pouzols
Pouzols – miejscowość i gmina we Francji, w regionie Oksytania, w departamencie Hérault.
Według danych na rok 1990 gminę zamieszkiwało 436 osób, a gęstość zaludnienia wynosiła 147 osób/km² (wśród 1545 gmin Langwedocji-Roussillon Pouzols plasuje się na 547. miejscu pod względem liczby ludności, natomiast pod względem powierzchni na miejscu 1089.).